# Gran Premio Nobili Rubinetterie 2008
Il Gran Premio Nobili Rubinetterie 2008, undicesima edizione della corsa e valida come evento dell'UCI Europe Tour 2008 categoria 1.1, si svolse il 2 agosto 2008 su un percorso di 180,3 km. La vittoria fu appannaggio dell'italiano Giampaolo Cheula, che completò il percorso in 4h45'18", precedendo i connazionali Gabriele Bosisio e Bruno Rizzi.
Sul traguardo di Arona 35 ciclisti, su 154 partiti dalla medesima località, portarono a termine la competizione

## Ordine d'arrivo (Top 10)
| Pos. | Corridore          | Squadra        | Tempo    |
| ---- | ------------------ | -------------- | -------- |
| 1    | Giampaolo Cheula   | Barloworld     | 4h45'18" |
| 2    | Gabriele Bosisio   | LPR Brakes     | s.t.     |
| 3    | Bruno Rizzi        | NGC Medical    | a 2"     |
| 4    | Jurgen Van Goolen  | CSC-Saxo Bank  | a 15"    |
| 5    | Danilo Di Luca     | LPR Brakes     | a 45"    |
| 6    | Daniele Callegarin | C. Calzatura   | s.t.     |
| 7    | Francesco Gavazzi  | Lampre-N.G.C.  | s.t.     |
| 8    | Denis Miorin       | Nippo-Endeka   | s.t.     |
| 9    | Massimo Giunti     | Miche          | s.t.     |
| 10   | Andrea Masciarelli | Acqua & Sapone | s.t.     |